# Alcázar de Plasencia
El alcázar de Plasencia fue una fortificación de la ciudad española de Plasencia, en la provincia de Cáceres. Se ubicaba en el extremo nororiental de la muralla, donde formó un elemento defensivo desde el siglo XII o XIII. Fue destruido en la década de 1930.

## Localización
No es posible hallar el alcázar en el plano actual del conjunto histórico de la ciudad, ya que fue completamente destruido y su área reurbanizada, pero su localización es sencilla a través de planos históricos. Si se compara el plano de Francisco Coello de Portugal y Quesada, de mediados del siglo XIX, con mapas actuales, el núcleo del alcázar se ubicaba al oeste de la actual avenida Juan Carlos I, importante eje de salida del casco antiguo hacia el ensanche de la ciudad, que une la iglesia del Salvador con el parque de San Antón. En su origen, este parque era una ermita dedicada a dicho santo, y la parte extramuros de la avenida un camino que llevaba de dicha ermita al alcázar, cuyo núcleo se ubicaba al oeste de la torre Lucía, aproximadamente en el entorno de la actual calle Miguel de Cervantes. En su parte intramuros, la actual avenida Juan Carlos I formaba un amplio espacio llamado "plaza de los Llanos", hoy desaparecida.

## Historia y descripción

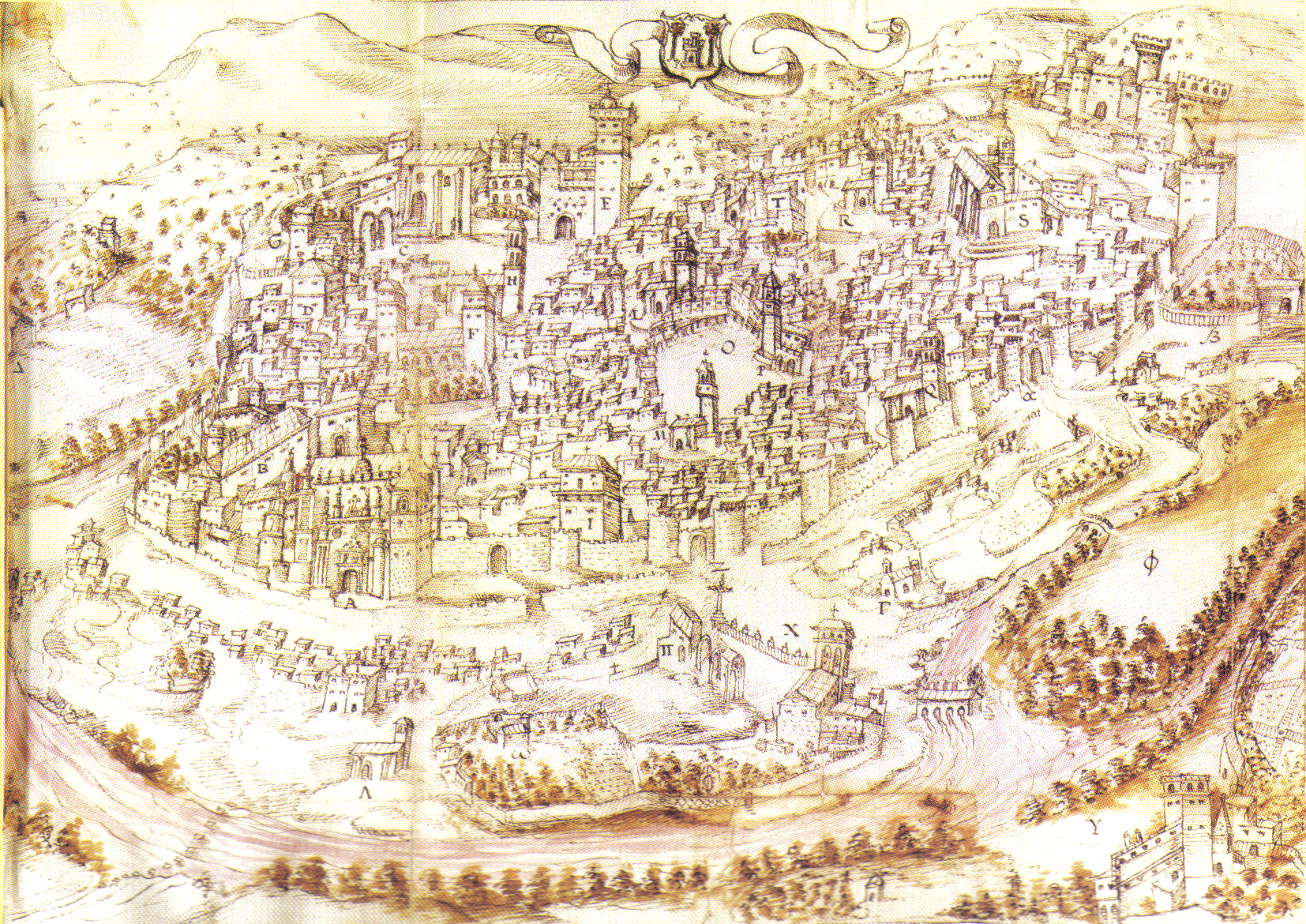
Plano de Plasencia de Luis de Toro del, con el alcázar en el extremo superior derecho

El alcázar, llamado vulgarmente «el castillo», fue construido para completar las obras de defensa de la ciudad, a finales del siglo XII o principios del XIII. El inmueble, que a finales del siglo XIX se encontraba en ruinas, en palabras de Nicolás Díaz y Pérez sería «de fábrica tan sólida que es lo mejor que de sus tiempos se conserva en Extremadura».
Se levantaba al norte de la ciudad, defendido por un ancho foso, que se llenaba de agua sobrante de los aljibes. Un puente levadizo daba paso a la entrada a la fortificación, defendida por dos tambores o cubos pequeños, con tres saeteros cada uno. Delante del alcázar había una gran plaza llamada de los Llanos.
La destrucción de este alcázar comenzó en el siglo XVIII, cuando el obispo José González Laso ordenó destruir parte de la fortificación para reutilizar sus piedras en la ampliación de la ciudad hacia extramuros. A lo largo del siglo XIX se procedió a la venta de gran parte del recinto, pero esto se hizo de forma tan desorganizada que acabó formándose un poblado de infraviviendas en torno a los muros de la fortaleza, con convivencia insalubre de personas y animales. Debido a ello, en 1935 el Ayuntamiento de Plasencia decidió urbanizar aquí la avenida de Canalejas (actual avenida Juan Carlos I), quedando definitivamente destruida la fortificación a finales de la década de 1930.

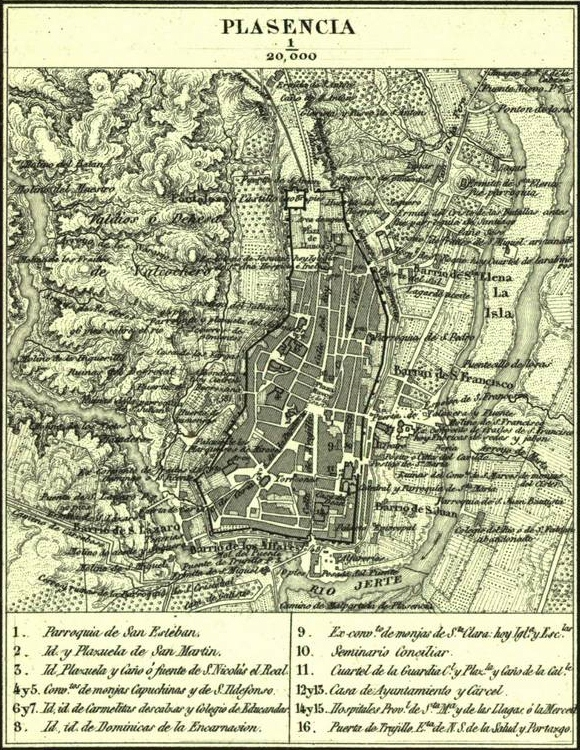
Plano de Plasencia de Francisco Coello de Portugal y Quesada de mediados del, en el cual se muestra la ubicación de la "fortaleza o castillo".

El arqueólogo José Ramón Mélida publicó en 1924 la siguiente descripción del estado en que se encontraba la fortificación en los últimos años antes de su destrucción:

Esta fortaleza, situada como baluarte de la fortificación de la ciudad, en el puesto más alto de ella, y en su ángulo NE, formó parte como se dijo del recinto amurallado. En torno a ella es donde únicamente se conservan restos del recinto exterior o primero. Es esta fortaleza una construcción de planta cuadrada, con una torre cilíndrica en cada ángulo, de las cuales no existe la del SE, y otra torre al comedio de cada lienzo, tres de ellas semicirculares, de las que aparece destruida la del S, y rectangular como cuerpo saliente la del E, de una longitud de 12 metros y unos 4 metros de salidas.

La entrada está al poniente, o sea por la parte de la ciudad. Allí, algo destruida, se encuentra en dicho recinto exterior o primera línea de defensa la puerta flanqueada de dos torres de mucha salida y semicirculares por sus frentes, y está situada no al medio sino al lado derecho, esto es como prolongación del lienzo del mediodía y torre del ángulo SO. Franqueada esta puerta y siguiendo por el angosto paso que hay entre los dos cuerpos salientes de las torres, se llega a la puerta del segundo recinto o alcázar. Hoy su interior es un corralón dispuesto y acomodado para corridas de toros. Es un recinto cuadrado de unos 28 metros por lado, pero por las señales y restos del piso y de los muros se aprecia la construcción que en él hubo, y que como sus semejantes consistió en un patio central, que debió estar rodeado de columnatas y arcadas, de las cuatro galerías abiertas que le claustraran, en dos pisos; y entre estas y los muros cuatro crujías, conservándose en la del sur una bóveda de ladrillo de cañón seguido.
Por el lado del saliente, sitio que corresponde al cuerpo saliente rectangular, hay restos de un aljibe, que tenía arcos modernamente destruidos y que debió ser obra de mudéjares. Toda la fábrica del alcázar, como la de sus defensas exteriores y las murallas, es de mampostería, y en algunas partes de sillería con mortero de cal; y debe datar como la fortificación de la ciudad del siglo XIII, habiendo sufrido después reparaciones y modificaciones.
Por el exterior, al E, al N y al O, se ven las murallas del primer recinto, asentadas sobre la roca viva de aquella accidentada meseta. La muralla correspondiente al O une con la general de la ciudad en ángulo recto y da frente, como la puerta fortificada antes mencionada, a un gran espacio que hoy se llama "plaza de los Llanos". Tenía también por defensa la fortaleza, en esa parte de la población, una ancha cava o foso, pues tal se cree fuera la depresión del terreno que allí se advierte, y para alimentarle de agua de los aljibes debieron utilizarse unos conductos apreciados a la izquierda del muro. Para dar entrada al alcázar salvando el foso, debieron tener puente levadizo.

Dada la situación del alcázar, sus torres de los ángulos NO y SE enlazaban y la primera enlaza todavía con esta muralla por el E. Ha desaparecido la puerta llamada de San Antón, que allí tenía de recinto, cerca de las torres cuadradas que subsisten en aquella línea, y de las que hemos hablado. La torre del homenaje del alcázar era la correspondiente al cuerpo saliente rectangular del este.